# Alberto Agnetti
Alberto Vincenzo Camillo Agnetti est un homme politique italien, né le 10 septembre 1857 à Berceto (province de Parme) et mort le 27 mai 1927 à Venise. Il est notamment député et sénateur du royaume d'Italie.

## Biographie
Né à Berceto dans la province de Parme, il est le deuxième fils du commerçant bercetais Alessandro Agnetti et de Luigia Beccheti. Il a un petit frère prénommé Italo.
Agnetti est diplômé de médecine et de chirurgie. Il est chirurgien de profession.
En 1904, Agnetti est élu député de la Gauche constitutionnelle dans la circonscription de Borgotaro dans la province de Parme. Il est réélu en 1909. Le 16 octobre 1909, il est élu maire de Bordighera, fonction qu'il assume jusqu'au 19 juillet 1910.
Le 16 octobre 1913, il est nommé sénateur du royaume d'Italie ; il conserve ce poste jusqu'à sa mort le 27 mai 1927.
Alberto Agnetti a épousé l'Anglaise Mary Prichard.

## Crédit d'auteurs
- (it) Cet article est partiellement ou en totalité issu de l’article de Wikipédia en italien intitulé « Alberto Agnetti » (voir la liste des auteurs).